# Franco Pisano
Franco Pisano (Cagliari, 10 dicembre 1922 – Roma, 6 gennaio 1977) è stato un compositore, direttore d'orchestra e chitarrista italiano.

## Biografia
Trasferitosi con il fratello Berto a Torino, dopo aver suonato in alcuni complessi jazz, iniziò la carriera negli Asternovas, il gruppo che accompagnava Fred Buscaglione. Negli anni sessanta iniziò l'attività di compositore di colonne sonore, lavorando tra gli altri a Arrriva Dorellik, Rocco e le sorelle, Asso di picche operazione controspionaggio, Quando dico che ti amo, Goldface, il fantastico superman, Occhio per occhio, dente per dente, La vergine, il toro e il capricorno, ed altri. Fu inoltre direttore d'orchestra per il Festival di Sanremo nel 1965 e nel 1968 e per il Festival di Napoli nel 1960 e nel 1964.
Sempre negli anni sessanta fu direttore d'orchestra di molti programmi televisivi tra cui, nel decennio successivo, per Canzonissima 1970 e Canzonissima 1971, per cui scrisse le celebri sigle cantate da Raffaella Carrà Ma che musica maestro e Chissà se va; sempre per la Carrà scrisse anche il Tuca tuca. Sigla di chiusura dell'edizione del 1971 fu invece un delicato brano da lui eseguito alla chitarra elettrica, sul quale si sentiva fuori campo la voce della stessa Carrà, la quale rivolgeva un breve pensiero a un uomo il cui nome cambiava ogni volta: per questo motivo, tale brano, che ebbe anche buoni riscontri di vendite discografiche, s'intitolava Raffaella. Fra gli altri scrisse brani per Miranda Martino, Giorgio Gaber, Massimo Ranieri, Fabrizio Ferretti, Sylvie Vartan, Mina, Domenico Modugno, Quartetto Cetra, Riccardo Cocciante, Adriano Celentano, Gabriella Ferri, Rita Pavone, Bruna Lelli ed altri.

## Canzoni scritte da Franco Pisano
| Anno | Titolo                     | Autori del testo                                               | Autori della musica | Interpreti          |
| ---- | -------------------------- | -------------------------------------------------------------- | ------------------- | ------------------- |
| 1960 | 'E stelle cadente          | Antonio Amurri                                                 | Franco Pisano       | Miranda Martino     |
| 1961 | Ballata della tromba       | Nini Rosso                                                     | Franco Pisano       | Nini Rosso, Raphael |
| 1962 | Ore perdute                | Franco Pisano                                                  | Franco Pisano       | Milva               |
| 1965 | Stasera con te             | Leo Chiosso e Lina Wertmüller                                  | Franco Pisano       | Rita Pavone         |
| 1967 | Arriva la bomba            | Franco Castellano, Giuseppe Moccia, Audrey Stainton            | Franco Pisano       | Johnny Dorelli      |
| 1968 | Nuddu                      | Franco Pisano                                                  | Ennio Morricone     | Fausto Cigliano     |
| 1969 | Buonasera, buonasera       | Antonio Amurri e Dino Verde                                    | Franco Pisano       | Sylvie Vartan       |
| 1969 | Blam blam blam             | Antonio Amurri e Dino Verde                                    | Franco Pisano       | Sylvie Vartan       |
| 1970 | Io sono per il sabato      | Antonio Amurri e Dino Verde                                    | Franco Pisano       | Romina Power        |
| 1970 | Sei l'amore mio            | Antonio Amurri e Dino Verde                                    | Franco Pisano       | Massimo Ranieri     |
| 1970 | Ma che musica maestro      | Sergio Paolini e Stelio Silvestri                              | Franco Pisano       | Raffaella Carrà     |
| 1970 | Non ti mettere con Bill    | Gianni Boncompagni                                             | Franco Pisano       | Raffaella Carrà     |
| 1970 | Reggae Rrrrr!              | Gianni Boncompagni                                             | Franco Pisano       | Raffaella Carrà     |
| 1971 | Maga Maghella              | Franco Castellano e Giuseppe Moccia                            | Franco Pisano       | Raffaella Carrà     |
| 1971 | Chissà se va               | Franco Castellano e Giuseppe Moccia                            | Franco Pisano       | Raffaella Carrà     |
| 1971 | Perdono, non lo faccio più | Gianni Boncompagni                                             | Franco Pisano       | Raffaella Carrà     |
| 1971 | Tuca tuca                  | Gianni Boncompagni                                             | Franco Pisano       | Raffaella Carrà     |
| 1971 | Vi dirò la verità          | Gianni Boncompagni                                             | Franco Pisano       | Raffaella Carrà     |
| 1972 | Tuca tuca sì               | Gianni Boncompagni                                             | Franco Pisano       | Raffaella Carrà     |
| 1973 | Sempre                     | Mario Castellacci, Antonello Falqui e Pier Francesco Pingitore | Franco Pisano       | Gabriella Ferri     |
| 1975 | ...e cammina               | Mario Castellacci, Antonello Falqui e Pier Francesco Pingitore | Franco Pisano       | Gabriella Ferri     |
| 1975 | Facciamo finta che         | Maurizio Costanzo, Umberto Simonetta                           | Franco Pisano       | Ombretta Colli      |
| 1976 | Oba-ba-luu-ba              | Franco Castellano e Giuseppe Moccia                            | Franco Pisano       | Daniela Goggi       |

## Filmografia

### Colonne sonore
- Rocco e le sorelle, regia di Giorgio Simonelli (1961)
- Asso di picche - Operazione controspionaggio, regia di Nick Nostro (1965)
- Tre notti violente, regia di Nick Nostro (1966)
- Arrriva Dorellik, regia di Steno (1967)
- Quando dico che ti amo, regia di Giorgio Bianchi (1967)
- Occhio per occhio, dente per dente, regia di Miguel Iglesias (1967)
- Goldface - Il fantastico superman, regia di Bitto Albertini (1968)
- American Secret Service, regia di Enzo Di Gianni (1968)
- Basta guardarla, regia di Luciano Salce (1970)
- Brigitte, Laura, Ursula, Monica, Raquel, Litz, Maria, Florinda, Barbara, Claudia e Sofia, le chiamo tutte "anima mia", regia di Mauro Ivaldi (1974)
- La vergine, il toro e il capricorno, regia di Luciano Martino (1977)